# Sorkočevići
Sorkočevići (lat. i tal.: Sorgo), hrvatska plemićka obitelj iz Dubrovačke Republike, koja se formirala u 12. stoljeću, potječući iz Kotora, s korijenima iz Albanije ili grčkog Epira. Postojala je sve do 19. stoljeća, a od pripadnika sporednih ogranaka (Pucić-Sorkočević, Sorkočević-Crijević, Sorkočević-Bobaljević, Natalić-Sorkočević, Mirošević-Sorkočević) neki žive i danas. Članovi obitelji bili su političari, diplomati, prelati, pravnici, časnici, gospodarstvenici, književnici, skladatelji i glazbenici. 

## Obiteljska povijest
Prema starim dubrovačkim kroničarima, Sorkočevići su ime dobili po sirku (lat. Sorghum), biljci koja je služila za prehranu kao žitarica. U doba jedne velike nestašice hrane oni su dopremili znatne količine sjemenki sirka u Dubrovnik pa su u znak zahvalnosti dobili povlašteni status i postali dio  dubrovačke vlastele. Prvi čije se ime spominje bio je Dobroslav, koji je rođen oko 1160. godine. Njegov sin Vido/Vid Dobroslavić bio je član Velikog vijeća Republike (koje u to vrijeme još nije bilo zatvorenog tipa) i nazočio sklapanju ugovora između Dubrovnika i Bugarskog carstva godine 1253.
Vido je imao sedam sinova pa se obitelj ubrzo razgranala, postavši jedna od četiriju najbogatijih i najutjecajnijih dubrovačkih obitelji u 14. stoljeću (uz Menčetiće, Đurđeviće i Gučetiće). Premda u 15. stoljeću više nisu bili tako visoko rangirani, jer su ih neki drugi pretekli (Gundulići, Bunići, Rastići), još uvijek je njihova moć među plemstvom bila razmjerno velika. U ta dva stoljeća imali su znatan udjel u obnašanju dužnosti, koji je prosječno iznosio oko 7% cjelokupnog plemstva. Kasnije je taj udjel smanjen, što znači da im je utjecaj padao, bez obzira na to što su u razdoblju između 1440. i 1640. godine činili preko 8,5% ukupnog broja članova u Velikom vijeću Republike (lat. Consilium maius), tijelu u kojem su svi punoljetni muški pripadnici dubrovačkih patricijskih rodova i u kojem je u rasponu od 200 godina bilo ukupno preko 2.200 članova. Sa svojih 190 članova tog Vijeća, Sorkočevići su u promatranom razdoblju bili na trećem mjestu; ispred njih su bili samo Gučetići s 267, te Bunići s 240 članova svojih obitelji.  
Najstariji Vidov sin Marin rođen je oko 1220. (živio do 1282.), dok je najmlađi Nikola došao na svijet oko 1245. Među Vidovim potomcima značajan je Stjepan/Stijepo Marinov (oko 1320-1388.), koji je bio najprije kapetan galije, a zatim postao zapovjednik dubrovačke flote. Pasko Junijev (oko 1405-1454.) službovao je na dvoru srpskog despota Đurđa Brankovića, a njegov unuk Petar/Pjerko Junijev (oko 1472-1535.) poznat je po gradnji gotičko-renesansne vile, odnosno ljetnikovca na Lapadu 1521. godine. Osim ovog ljetnikovca, Sorkočevići su posjedovali još njih četiri, među kojima i njihovu ljetnu rezidenciju u Komolcu.
U vrijeme takozvane Velike zavjere početkom 17. stoljeća, kada je došlo do vrhunca unutrašnjih sukoba i raskola među vlastelom (1609-1612. godine), Sorkočevići su imali 20 ogranaka, odnosno kućanstava (casata), ali su imali razmjerno malo sudjelovanje u tijelima vlasti i malen utjecaj na događaje, a došlo je i do njihove podjele, pa su jedni ogranci pristali uz salamankeze (koji nisu dozvoljavali priznavanje plemićkog statusa novim obiteljima), a drugi uz sorboneze (koji su bili za prihvaćanje novih članova iz kruga građanskih obitelji, zbog sve bržeg izumiranja stare vlastele). Jedan se ogranak osobito istaknuo na salamankeškoj strani, onaj Gaudencija Nikolina, čijeg je sina Nikolu (oko 1601-1662.), člana Malog vijeća Republike, 1662. godine ubio kasniji gorljivi sorbonez Marojica Kabužić. Nikolini potomci, sedmorica braće – Vladislav, Luka, Gaudencije, Junije, Mato, Sigismund/Šišmundo i Ivan/Dživo – bili su među vodećim salamankezima u prvoj polovici 18. stoljeća. Nakon reforme izbornog sustava 1747-1749. godine, nastupila je sve veća kriza u odnosima između samih salamankeza, a uskoro potom i prestanka postojanja Dubrovačke Republike. Potomci ovog ogranka preselili su se tada iz grada u Luku Šipansku.
Jedan drugi ogranak Sorkočevića, također salamankeške orijentacije, istaknuo se tijekom 18. stoljeća osobito svojim umjetničkim radom. Luka Ignacije Antunov (1734-1789.) svjetski je poznati skladatelj, prvi hrvatski simfoničar iz razdoblja pretklasike, koji je istodobno kroz život obnašao diplomatske, sudske i upravne dužnosti za Republiku. Njegov brat Miho, kao i sestra Kata, bili su pjesnici. Lukina djeca Marina i Antun (1775-1841.) bili su, kao i njhov otac, visoke glazbene naobrazbe, a Antun se profilirao i kao diplomat i književnik. 
Ogranak diplomata Marina Orsatova (1692-1761.), isto salamankeza, iznjedrio je njegove sinove Antuna Vlaha (1727-1810.), pjesnika, i Orsata (1719– ?), isusovca. Potonji je bio posljednji isusovački rektor u Dubrovniku, prije nego što je taj crkveni red dekretom pape Klementa XIV. godine 1773. ukinut. Luko, sin Antuna Vlaha, bio je također pjesnik. 
Među sorboneškim ograncima najjači je bio onaj Petra Franova (oko 1663-1728), koji je bio u srodstvu s obitelji Gundulić, jer je oženio Niku, kćer  Šišmunda/Šiška i unuku Ivana Gundulića. U tom se braku rodio Ivan Franatica (1706-1771.), pravnik i prevoditelj, čija je supruga bila iz izumrle obitelji Džamanjić-Crijević. Franatičin sin Petar/Pjerko (1749-1828.), pjesnik i prevoditelj, koji je svom prezimenu dodao prezime Crijević, jer je naslijedio imanja svoje majke, bio je posljednji pripadnik tog ogranka Sorkočevića.
Obitelj je kroz stoljeća imala puno sporednih odvjetaka, od kojih svi nisu imali plemićki status, nego su pripadali pučkim bratovštinama (npr. antuninima). Takav je, primjerice, bio odvjetak Sorkočević-Bobaljević, koji potječe od Mihovila/Miha (oko 1530-1613.). Njegov unuk Miho Ivanov (oko 1625.– ?) bavio se književnim, trgovačkim i diplomatskim radom, te je kao pouzdani predstavnik Republike u Veneciji, stekao uvjete za dobivanje plemićke titule, što se i dogodilo 1666. godine. Taj odvjetak se održao do kraja 18. stoljeća, kada je smrću stonskog biskupa Frana (1721-1800) izumro. 
U dvjestogodišnjem razdoblju između 1440. i 1640. godine, kada je bilo ukupno 190 pripadnika obitelji u Velikom vijeću Republike, Sorkočevići su 235 puta birani u Vijeće umoljenih, odnosno za senatore, 147 puta za članove Maloga vijeća, a 62 puta za državne provizore, tj. čuvare pravde, odnosno pravnog poretka i zakonitosti. Najvišu dužnost, onu dubrovačkog kneza, koja je trajala mjesec dana, obnašali su 167 puta.

## Značajniji članovi obitelji
- Stijepo Marinov (~1320-1388.)
- Pjerko Junijev (~1472-1535.)
- Vlaho (~1530-1593.)
- Luko (~1538-1583.)
- Miho Ivanov (†1625.– ? )
- Ivan Franatica (1706-1771.)
- Orsat (†1719.– ?)
- Frano (1721-1800.)
- Luka Ignacije Antunov (1734-1789.)
- Pjerko (1749-1828.)
- Antun Lukin (1775-1841.)

## Vanjske poveznice
- Sorkočevići u studiji dubrovačkih patricijskih rodova Zdenka Zlatara
- Kupnja nekretnina i okrupnjavanje posjeda Sorkočevića krajem 13. i početkom 14. stoljeća
- Imućna i razgranata obitelj Sorkočevića izgradila više ljetnikovaca u 15. i 16. stoljeću  Arhivirana inačica izvorne stranice od 4. veljače 2020. (Wayback Machine)
- Sorkočevići – dubrovački plemići i glazbenici
- Luka i Miho – glazbenici, pjesnici i diplomati
- Pjerko Sorkočević – pjesnik i prevoditelj s latinskog na hrvatski jezik
- Udjel Sorkočevića u vlasti Dubrovačke Republike